# Вестморленд (Нью-Брансвік)
Графство Вестморленд (англ. Westmorland) — графство в Канаді, у провінції Нью-Брансвік.

## Населення
За даними перепису 2016 року, графство нараховувало 149623 жителів, показавши зростання на 3,8%, порівняно з 2011-м роком. Середня густина населення становила 40,8 осіб/км².
З офіційних мов обидвома одночасно володіли 76 105 жителів, тільки англійською — 64 130, тільки французькою — 5 685, а 700 — жодною з них. Усього 5 550 осіб вважали рідною мовою не одну з офіційних, з них 40 — одну з корінних мов, а 35 — українську.
Працездатне населення становило 65,7% усього населення, рівень безробіття — 8,7% (10,1% серед чоловіків та 7,2% серед жінок). 90,2% були найманими працівниками, 8,3% — самозайнятими.
Середній дохід на особу становив $40 836 (медіана $32 947), при цьому для чоловіків — $46 973, а для жінок $35 144 (медіани — $38 086 та $28 503 відповідно).
27,7% мешканців мали закінчену шкільну освіту, не мали закінченої шкільної освіти — 18,4%, 53,9% мали післяшкільну освіту, з яких 37,1% мали диплом бакалавра, або вищий, 875 осіб мали вчений ступінь.
| Статево-вікова структура населення | Статево-вікова структура населення | Статево-вікова структура населення | Статево-вікова структура населення | Статево-вікова структура населення |
| ---------------------------------- | ---------------------------------- | ---------------------------------- | ---------------------------------- | ---------------------------------- |
|                                    |                                    |                                    |                                    |                                    |
| Всього                             | Всього                             | 48,9%51,1%                         |                                    |                                    |
| 0 — 14 років                       | 0 — 14 років                       |                                    | 15,2%                              | 15,2%                              |
| 15 — 64 років                      | 15 — 64 років                      |                                    | 66,5%                              | 66,5%                              |
| 65 і більше                        | 65 і більше                        |                                    | 18,3%                              | 18,3%                              |
| 85 і більше                        | 85 і більше                        |                                    | 2,4%                               | 2,4%                               |
| 100 і більше                       | 100 і більше                       |                                    | 0%                                 | 0%                                 |
| Середній вік (років)               | Середній вік (років)               | 41,443,3                           | 42,4                               | 42,4                               |
| Медіана (років)                    | Медіана (років)                    | 42,243,9                           | 43,1                               | 43,1                               |
| — чоловіки — жінки                 |                                    |                                    |                                    |                                    |

| Походження мешканців:     | Походження мешканців:     | Походження мешканців: | Походження мешканців: | Походження мешканців: |
| ------------------------- | ------------------------- | --------------------- | --------------------- | --------------------- |
| Походження                |                           |                       | осіб                  | %                     |
| Корінні американці        | Корінні американці        |                       | 7 155                 | 4.91%                 |
| Інше північноамериканське | Інше північноамериканське |                       | 89 120                | 61.16%                |
| Європейське               | Європейське               |                       | 84 690                | 58.12%                |
| британське                | британське                |                       | 54 770                | 37.59%                |
| французьке                | французьке                |                       | 42 180                | 28.95%                |
| українське                | українське                |                       | 635                   | 0.44%                 |
| Карибське                 | Карибське                 |                       | 620                   | 0.43%                 |
| Латинськоамериканське     | Латинськоамериканське     |                       | 710                   | 0.49%                 |
| Африканське               | Африканське               |                       | 2 505                 | 1.72%                 |
| Азійське                  | Азійське                  |                       | 4 690                 | 3.22%                 |
| Океанійське               | Океанійське               |                       | 50                    | 0.03%                 |

| Зайнятість населення за галузями (за класифікацією NOC): | Зайнятість населення за галузями (за класифікацією NOC): | Зайнятість населення за галузями (за класифікацією NOC): | Зайнятість населення за галузями (за класифікацією NOC): | Зайнятість населення за галузями (за класифікацією NOC): |
| -------------------------------------------------------- | -------------------------------------------------------- | -------------------------------------------------------- | -------------------------------------------------------- | -------------------------------------------------------- |
|                                                          |                                                          |                                                          |                                                          |                                                          |
| Управління                                               | Управління                                               |                                                          | 9,7%                                                     | 9,7%                                                     |
| Бізнес, фінанси та адміністрування                       | Бізнес, фінанси та адміністрування                       |                                                          | 15,8%                                                    | 15,8%                                                    |
| Природничі та прикладні науки                            | Природничі та прикладні науки                            |                                                          | 5,8%                                                     | 5,8%                                                     |
| Охорона здоров'я                                         | Охорона здоров'я                                         |                                                          | 8,1%                                                     | 8,1%                                                     |
| Освіта, правозахист, муніципальні та урядові служби      | Освіта, правозахист, муніципальні та урядові служби      |                                                          | 11,5%                                                    | 11,5%                                                    |
| Мистецтво, культура, відпочинок та спорт                 | Мистецтво, культура, відпочинок та спорт                 |                                                          | 2,2%                                                     | 2,2%                                                     |
| Роздрібна торгівля та послуги                            | Роздрібна торгівля та послуги                            |                                                          | 27,3%                                                    | 27,3%                                                    |
| Гуртова торгівля, транспорт та обладнання                | Гуртова торгівля, транспорт та обладнання                |                                                          | 13,9%                                                    | 13,9%                                                    |
| Природні ресурси, сільське господарство                  | Природні ресурси, сільське господарство                  |                                                          | 1,8%                                                     | 1,8%                                                     |
| Виробництво                                              | Виробництво                                              |                                                          | 3,9%                                                     | 3,9%                                                     |

## Населені пункти
До графства входять міста Дьєпп, Монктон, містечка Секвілль, Шедьяк, парафії Ботсфорд, Вестморленд, Дорчестер, Монктон, Секвілл, Солсбері, Шедьяк, села Дорчестер, Кеп-Пелей, Мемрамкук, Петікодьяк, Порт-Елгін, Солсбері, сільська община Бобассен-Іст, індіанська резервація Форт-Фоллі 1, а також хутори, інші малі населені пункти та розосереджені поселення.

## Клімат
Середня річна температура становить 5,5°C, середня максимальна – 22,2°C, а середня мінімальна – -14,2°C. Середня річна кількість опадів – 1 179 мм.
| Клімат поселення                              | Клімат поселення | Клімат поселення | Клімат поселення | Клімат поселення | Клімат поселення | Клімат поселення | Клімат поселення | Клімат поселення | Клімат поселення | Клімат поселення | Клімат поселення | Клімат поселення | Клімат поселення |
| Показник                                      | Січ.             | Лют.             | Бер.             | Квіт.            | Трав.            | Черв.            | Лип.             | Серп.            | Вер.             | Жовт.            | Лист.            | Груд.            |                  |
| Середній максимум, °C                         | −2,38            | −1,48            | 3,40             | 9,33             | 15,80            | 20,64            | 22,22            | 21,83            | 17,65            | 11,95            | 6,32             | −0,63            |                  |
| Середня температура, °C                       | −8,26            | −7,36            | −2,48            | 3,46             | 9,92             | 14,77            | 18,25            | 17,86            | 13,68            | 7,98             | 2,36             | −4,6             |                  |
| Середній мінімум, °C                          | −14,15           | −13,23           | −8,36            | −2,42            | 4,04             | 8,89             | 14,28            | 13,89            | 9,71             | 4,00             | −1,61            | −8,58            |                  |
| Норма опадів, мм                              | 108              | 86               | 100              | 85               | 99               | 97               | 96               | 84               | 92               | 105              | 111              | 116              |                  |
| Середньомісячна швидкість вітру, м/с          | 4.51             | 4.42             | 4.52             | 4.39             | 4.00             | 3.56             | 3.28             | 3.17             | 3.47             | 3.93             | 4.24             | 4.56             |                  |
| Середньомісячна сонячна радіація, кДж/м²·день | 5168             | 8589             | 12227            | 15137            | 18155            | 20373            | 20007            | 17656            | 13303            | 8440             | 4899             | 3907             |                  |
| --------------------------------------------- | ---------------- | ---------------- | ---------------- | ---------------- | ---------------- | ---------------- | ---------------- | ---------------- | ---------------- | ---------------- | ---------------- | ---------------- | ---------------- |
| Джерело:                                      |                  |                  |                  |                  |                  |                  |                  |                  |                  |                  |                  |                  |                  |